# Автомагістраль А2 (Франція)
Автомагістраль A2 — французький автошлях, який проходить 76 км від автомагістралі A1 біля комуни Комбль у Пікардії до кордону з Бельгією, де він продовжується як бельгійська автострада A7. Вся протяжність водночас позначена як європейська траса E19.
У поєднанні з автомагістраллю A1 і бельгійською A7 це головний шлях між Парижем і Брюсселем. Поки інші більш прямі маршрути автостради не будуть завершені, це також найшвидший маршрут з Парижа до бельгійського міста Льєж.
Автомагістраль від Комбле до Камбре керує Компанія автомобільних доріг Північно-Східної Франції і є платною. Від Камбре далі це безкоштовна автомобільна дорога, керована урядом департаменту Північ. Дві смуги руху в кожному напрямку.